# Swiftfox
Swiftfoxen eller prærieræven (Vulpes velox) er et dyr i hundefamilien. Den når en længde på 38-53 cm med en hale på 18-26 cm og vejer 1,5-3 kg. Swiftfoxen er nært beslægtet med kitræven. Dyrene lever i det centrale/vestlige Nordamerika.